# Clubiona hindu
Clubiona hindu là một loài nhện trong họ Clubionidae. Loài này được phát hiện ở Bali.